# Футурологија
Футурологија у друштвеним наукама, јесте студија садашњих трендова ради предвиђања будућег развоја. Спекулативни и описни аспекти футурологије се налазе у утопистичкој књижевности и научној фантастици, методологији области са кореном у технолошким прогнозама, које су развијене пред крај Другог светског рата, од којих је дело америчког инжењера мађарског порекла Теодора фон Кармана под насловом Према новим хоризонтима (1947), истакнут пример.
Футурологију или студије будућности дефинишемо као предвиђање будућих догађаја на основу постојећих услова. На тај начин футурологија нам говори како данашње промене (или њихов изостанак) постају сутрашња реалност. Теме и методи укључују могуће, вероватне или пожељне варијације или алтернативне трансофмације социјалних или „природних“ феномена (независних од људског утицаја). Често је футурологија повезана са сценаријима будућности. Циљ је да се представи како садашњи услови подлежу промени у оквирима дисциплина као што су економија, социологија, историја, инжињеринг, математика, психологија, физика, биологија, теологија.
Футурологија се често повезује са стратешким пројекцијама будућег развоја, какве даје рецимо ЦИА. Осим тога, многи познати мислиоци су се ангажовали у овој области – Семјуел Хантигтон, Френсис Фукујама, Збигњев Бжежински. Њихове предикције су биле различите – од „краја историје“, до „рата цивилизација“. Две ствари разликују студије будућности од истраживања каква се иначе спроводе унаведеним дисциплинама:
1. истражују се не само вероватне, већ и могуће или префериране будућности
2. обично се даје комплетан, „холистички“, поглед на стварност базиран на наведеним дисциплинама.